# عبد الرزاق حطاب
عبد الرزاق عبد الله علي حطاب سياسي بحريني. عضو في مجلس النواب من 12 ديسمبر 2018 عن الدائرة السادسة في المحافظة الجنوبية.

## المجلس البلدي
في عام 2006 قرر الترشح لعضوية المجلس البلدي عن الدائرة التاسعة في المحافظة الوسطى عن جمعية الأصالة الإسلامية السلفية. في الجولة الأولى حصل على 2335 صوت بنسبة 43.36% مما استوجب إقامة جولة ثانية حيث استطاع التغلب على منافسه إبراهيم فخرو بحصوله على 2596 صوت بنسبة 69.69%.
في عام 2010 قرر الترشح لعضوية المجلس البلدي عن الدائرة التاسعة في المحافظة الوسطى مجددا. في الجولة الأولى حصل على 3268 صوت بنسبة 73.90%.

## مجلس النواب
في عام 2014 قرر الترشح لعضوية مجلس النواب عن الدائرة الخامسة في محافظة الجنوبية. في الجولة الأولى حصل على 1774 صوت بنسبة 24.44% ولم يتأهل إلى الجولة الثانية.
في عام 2018 قرر الترشح لعضوية مجلس النواب عن الدائرة السادسة في محافظة الجنوبية. في الجولة الأولى التي أقيمت في 24 نوفمبر 2018 حصل على 2765 صوت بنسبة 38.89% مما استوجب إقامة جولة ثانية في 1 ديسمبر حيث استطاع التغلب على منافسه محمد درويش بحصوله على 3711 صوت بنسبة 58.82%.